# AT5
Pour les articles homonymes, voir AT5 (homonymie).
AT5 (Amstel Television 5) est une chaîne de télévision généraliste locale privée néerlandaise, basée à Amsterdam. Les contenus de la chaîne varient entre l'actualité, les journaux télévisés, les variétés et les émissions d'opinion. L'audience quotidienne est de l'ordre de 300 000 personnes, et l'émission la plus regardée est AT5 Nieuws (« AT5 Nouvelles »). L'un des slogans de la chaîne est « Echt Amsterdams nieuws » (« Les vraies nouvelles d'Amsterdam »).
La ville d'Amsterdam est actionnaire minoritaire de la chaîne, et lui apporte également un soutien financier.